# Малокизилбаєво
Малокизилба́єво (рос. Малокызылбаево, башк. Кесе Ҡыҙылбай) — присілок у складі Мечетлінського району Башкортостану, Росія. Входить до складу Алегазовської сільської ради.
Населення — 75 осіб (2010; 80 у 2002).
Національний склад:
- татари — 46 %
- башкири — 45 %